# جون نان (مجدف)
جون نان (بالإنجليزية: John Nunn) هو مجدف أمريكي، ولد في 12 أكتوبر 1942 في تير هوت في الولايات المتحدة.

## وصلات خارجية
- جون نان على موقع الاتحاد الدولي للتجديف (الإنجليزية)
- جون نان على موقع اللجنة الأولمبية الدولية (الإنجليزية)
- جون نان على موقع أوليمبيديا (الإنجليزية)